# Gabriele Possanner
Gabriele Possanner, właściwie Gabriele Barbara Maria Possanner von Ehrenthal (ur. 27 stycznia 1860 w Budapeszcie, zm. 14 marca 1940 w Wiedniu) – austriacka lekarka, pierwsza kobieta, która prowadziła praktykę medyczną w Austrii. Jako pierwsza kobieta uzyskała doktorat na Uniwersytecie Wiedeńskim i była pionierką, która dostarczyła istotnych impulsów dla rosnącej roli kobiet na uczelniach oraz w medycynie.

## Wczesne życie

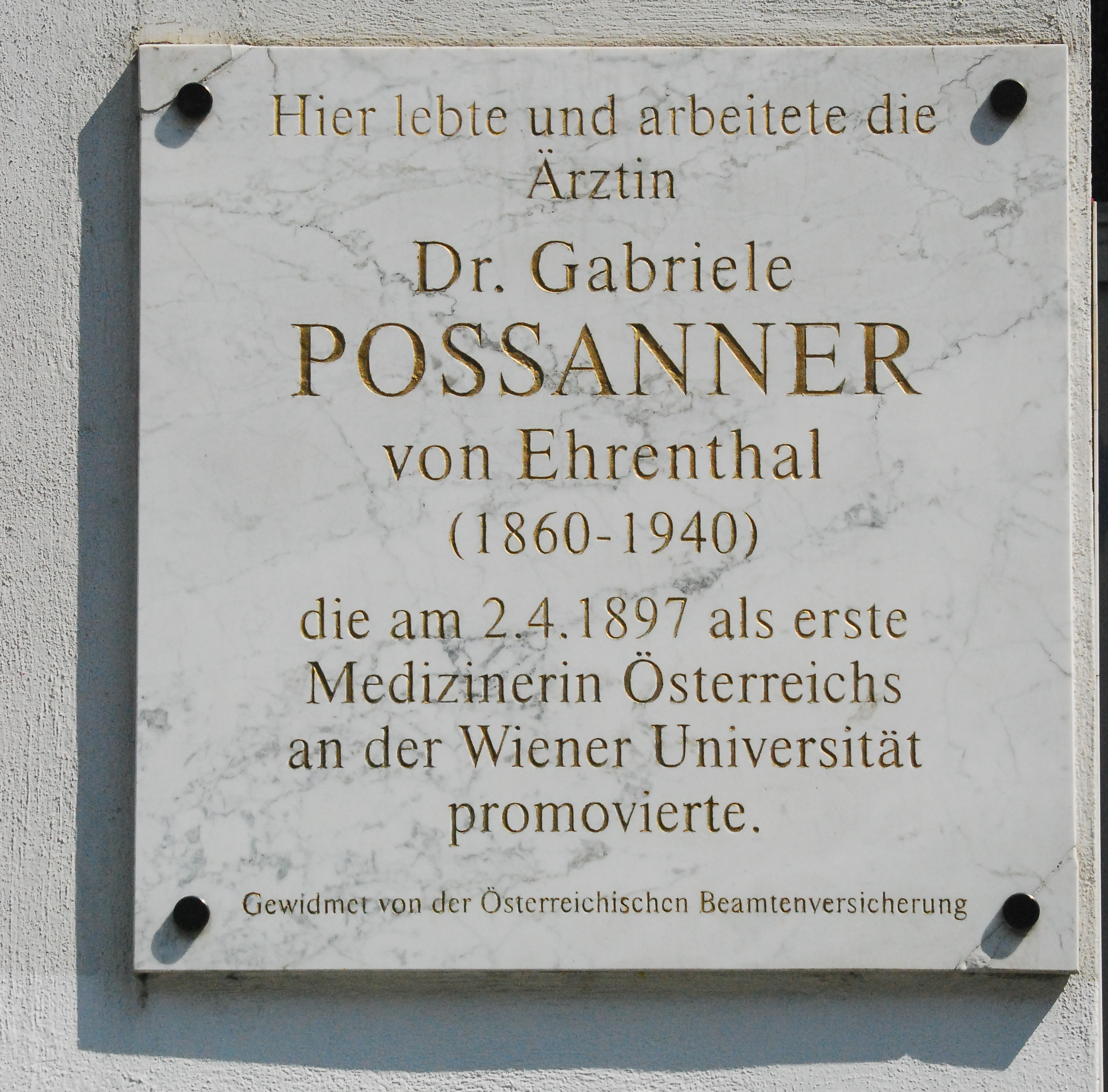
Tablica pamiątkowa przy Alserstraße 26 w Wiedniu

Gabriele Possanner była córką austriackiego prawnika Benjamina Johannesa Freiherra Possanner von Ehrenthala. W rodzinie matki było dwóch lekarzy, dziadek Gabriele i wuj. Dorastała z siedmiorgiem młodszego rodzeństwa. Do wieku dwudziestu lat mieszkała w sześciu różnych, ponieważ praca jej ojca wymagała częstych przeprowadzek. W październiku 1880 został mianowany szefem sekcji w ministerstwie finansów w Wiedniu, gdzie osiadł wraz z rodziną. Gabriele ukończyła szkołę nauczycielską, po ukończeniu której pracowała jako nauczyciel w szkole podstawowej. W grudniu 1887 zdała maturę w Akademisches Gymnasium w Wiedniu jako uczeń eksternistyczny.

## Studia medyczne
W 1888 przeniosła się do Szwajcarii, aby studiować medycynę na Uniwersytecie Zuryskim. W semestrze letnim w 1889 studiowała na Uniwersytecie Genewskim. Przed pierwszym egzaminem państwowym, w 1890, musiała zdać ponownie egzamin maturalny, ponieważ jej wiedeńskie zaświadczenie nie było uważane za kompletny dowód koniecznej edukacji szkolnej. Podczas studiów pracowała przez jeden semestr w uniwersyteckiej klinice okulistycznej (niem. Universitäts-Augenklinik) jako asystentka. W 1893 ukończyła studia i napisała rozprawę o zapaleniu siatkówki (niem. Ueber die Lebensdauer nach dem Auftreten von Retinitis albuminurica) pod kierunkiem okulisty Ottona Haaba. W grudniu 1893 zdała egzamin lekarski w Zurychu.

## Powrót do Wiednia
Po uzyskaniu doktoratu w 1894 wróciła do Wiednia, gdzie podjęła starania w celu uzyskania prawo do prowadzenia praktyki lekarskiej w Austrii. Uzyskany dyplom uprawniał ją do wykonywania zawodu lekarza we wszystkich kantonach Szwajcarii. Jej działania były wspierane przez Stowarzyszenie na rzecz Zaawansowanej Edukacji Kobiet (niem. Verein für erweiterte Frauenbildung). w 1894 przez kilka miesięcy pracowała jako wolontariuszka w pierwszej klinice położniczej pod kierunkiem Friedricha Schauta a także w Bośni i Hercegowinie, gdzie muzułmańskie kobiety odmawiały leczenia się u mężczyzn. Przez ponad dwa lata podejmowała starania pisząc listy do różnych instytucji w kwestii nostryfikacji jej dyplomu uzyskanego w Szwajcarii. Po liście do cesarza Franciszka Józefa I w 1895 ministerstwo spraw wewnętrznych pozwoliło jej nostryfikować szwajcarski doktorat i tym samym praktykować jako lekarz. Jednak, w przeciwieństwie do lekarzy płci męskiej, musiała ponownie zdać egzaminy praktyczne i teoretyczne aby uzyskać tytuł doktora medycyny. 2 kwietnia 1897 otrzymała dyplom medyczny na uniwersytecie, jako pierwsza kobieta w monarchii austro-węgierskiej, uzyskując kwalifikacje do praktyki lekarskiej w Austrii.

## Praktyka lekarska

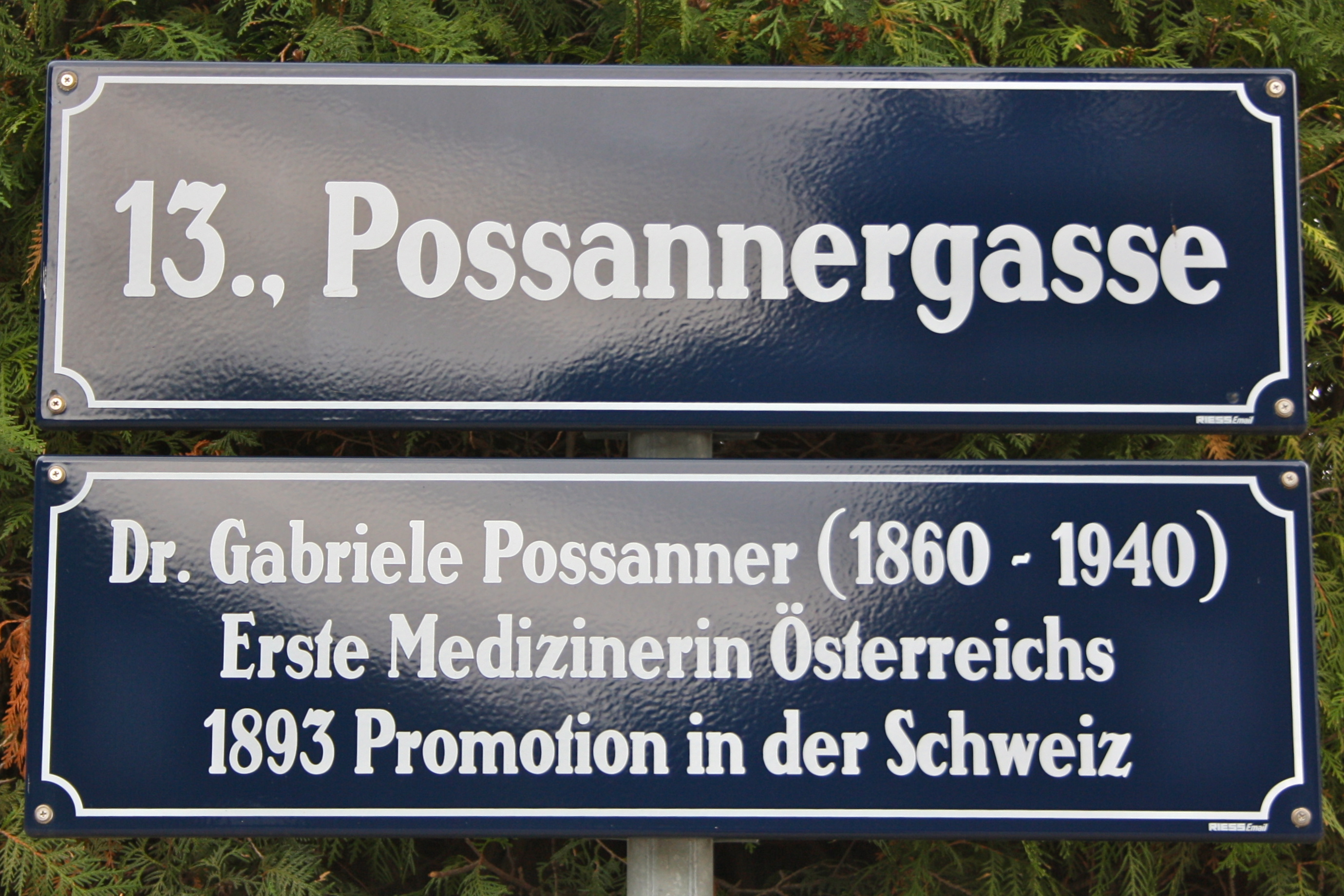
Possannergasse, Wiedeń

10 maja 1897 otworzyła praktykę lekarską w Wiedniu przy ul. Günthergasse 2. W latach 1902–1903 pracowała jako pierwsza kobieta w szpitalu austriacko-węgierskim Kronprinzessin Stephanie-Spital. Początkowo nie przyjęto jej do Wiedeńskiego Stowarzyszenia Medycznego, jednak i na tym polu nie poddała się i w wyniku interwencji w sądzie administracyjnym, w 1904 uzyskała prawo nie tylko do głosowania w izbie lekarskiej, ale jako pierwsza kobieta została wybrana do izby jako członek zastępczy.
Po śmierci jej ojca w 1906 matka Gabrieli przeniosła się wraz z córkami Camilli, Emmy i Marie do mieszkanie przy Alserstraße 26 na 3 piętrze. Gabriele zamieszkała tam w 1907, do nowego mieszkania przeniosła także prywatną praktykę lekarską. Podczas pierwszej wojny światowej była zatrudniona w służbie szpitalnej. Po zakończeniu wojny dołączyła do Wiener Medizinischen Doktoren-Kollegiums, również jako pierwsza kobieta. W 1928, w wieku 68 lat uzyskuje, w uznaniu dla swojej pracy, zaszczytny tytuł Medizinalrat.

## Miejsca pamięci

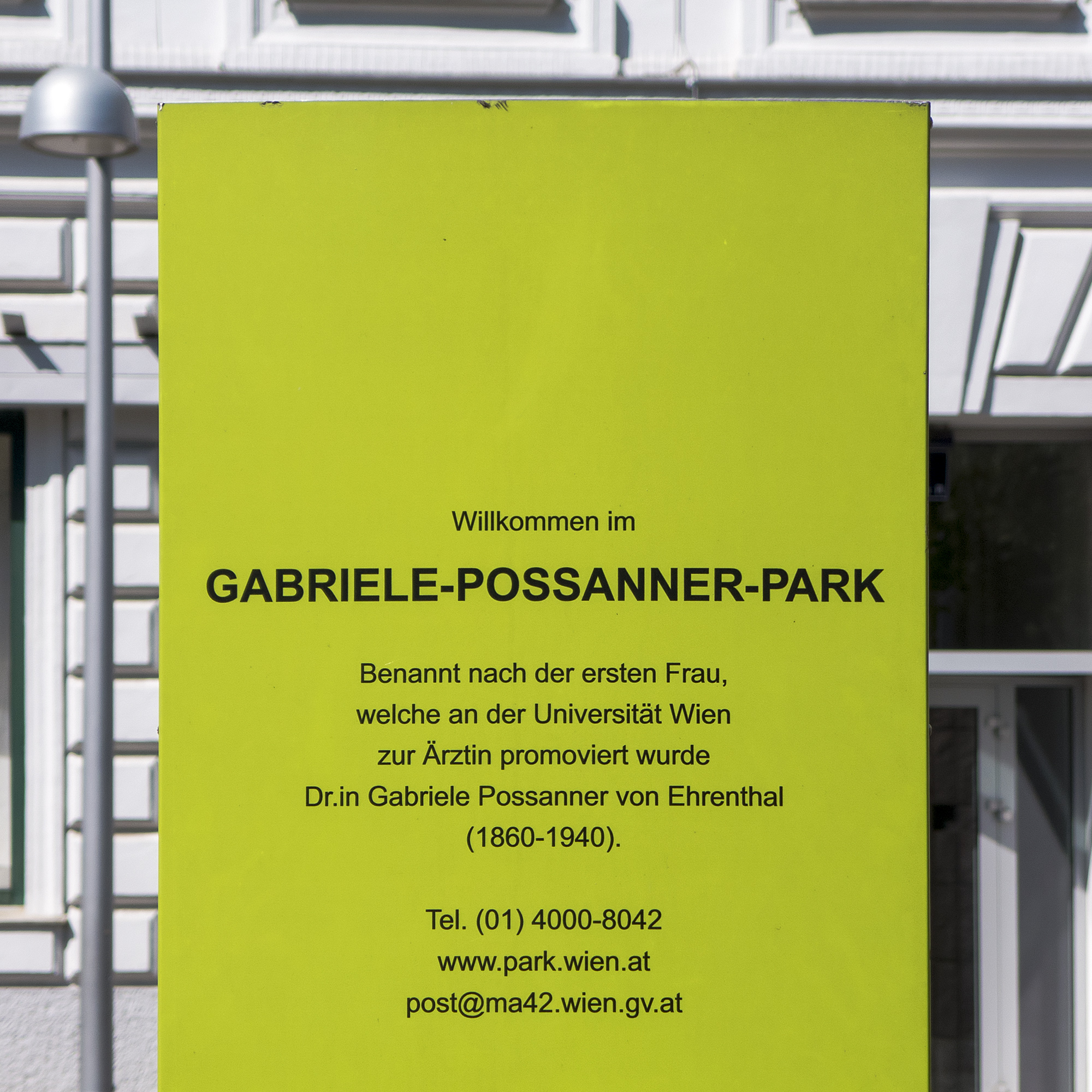
Gabriele-Possanner-Park, Wiedeń

W 1960 jedną z ulic w trzynastej dzielnicy Wiednia, Hietzing, nazwano Possannergasse. W 2004 nazwano na jej cześć park Gabriele-Possanner-Park znajdujący się w dziewiątej dzielnicy Wiednia.
W 1997 ufundowana została Nagroda Państwowa im. Gabriele Possannera (niem. Gabriele-Possanner-Staatspreis) w dziedzinie gender studies, przyznawana co dwa lata przez Federalne Ministerstwo Nauki, Badań i Gospodarki (niem. Bundesministerium für Wissenschaft, Forschung und Wirtschaft). Główna nagroda wynosi 10 000 euro. Przyznawane są też dwie nagrody, każda o wartości 6000 euro.
W 21. dzielnicy Wiednia znajduje się Instytut Badań Interdyscyplinarnych im. Gabriel Possanner (niem. Gabriele Possanner Institut für interdisziplinäre Forschung). Promuje on współpracę interdyscyplinarną w obszarze wymiany naukowej i artystycznej między różnymi kierunkami nauki oraz wspiera niezależne i kreatywne pomysły.